# Башеле, Эмиль
Эмиль Башеле (фр. Émile Bachelet; 30 января 1863, Нантер — 2 мая 1946, Покипси, Нью-Йорк) — франко-американский изобретатель. В 1880-х годах работал в США электриком. Обнаружив терапевтические свойства магнитных полей, особенно у пациентов с артритом, он начал коммерциализировать эту практику. При этом Башеле начал экспериментировать с магнитными полями.

## Биография
Родился в Нантере в семье Анри Башеле. Иммигрировал в Соединённые Штаты в 1883 году и стал американским гражданином в 1889 году.
В 1912 году Башеле получил патент США № 1 020 942 на свой «Левитирующий передающий аппарат», который предназначался для перевозки почты и небольших посылок на тележке, парящей над рельсами электромагнитов. В патенте также говорилось о большой версии, перевозящей грузы или пассажиров. В 1912 году Башеле продемонстрировал модель прессе в Маунт-Вернон, штат Нью-Йорк.

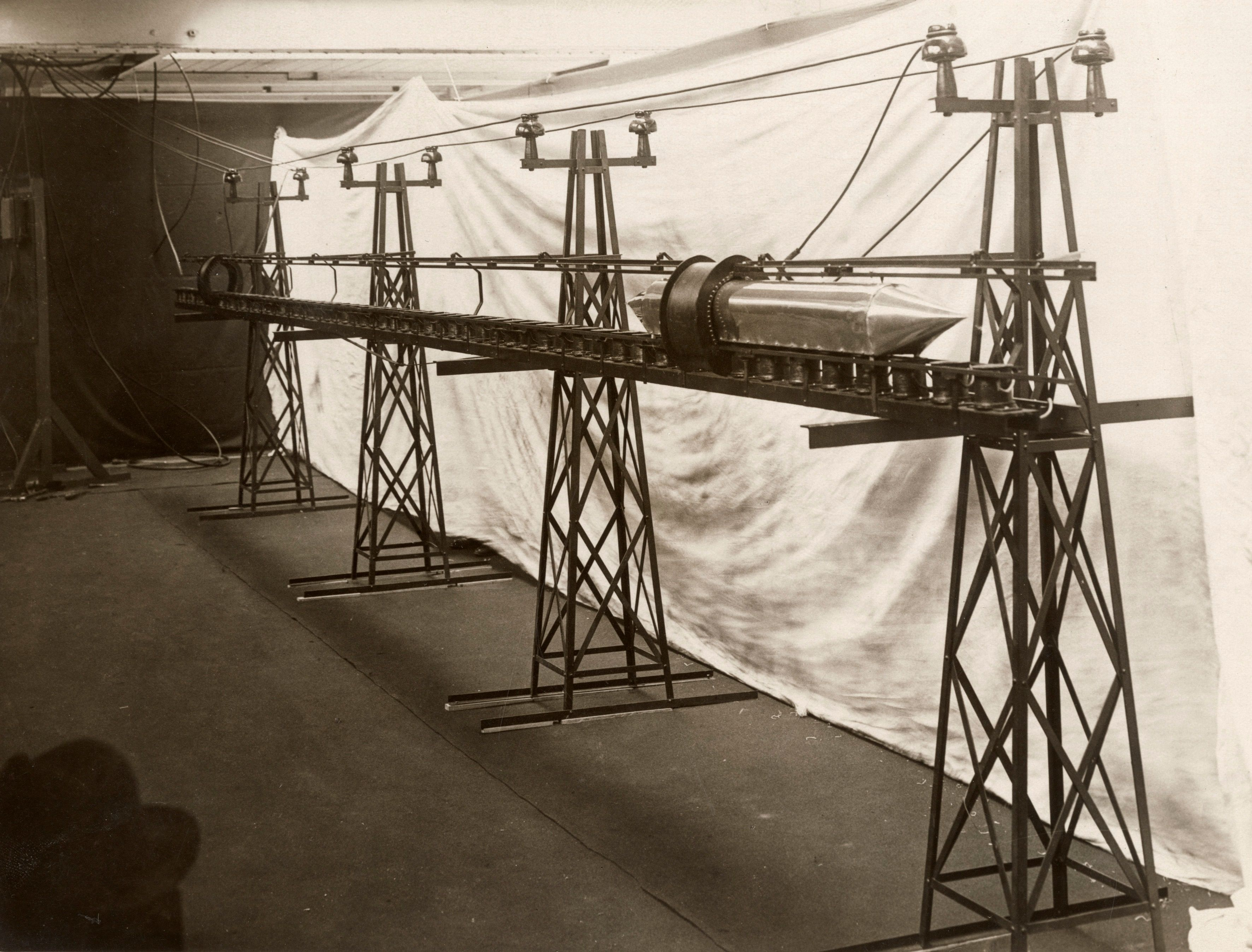
Модель поезда на магнитной подушке (1914)

В начале 1913 года в Лондоне и Нью-Йорке открылось шоу под названием «Тайна Башеле», демонстрирующее чудеса электромагнетизма с использованием оборудования, поставленного Башеле.
В 1914 году Эмиль представил свою модель Адмиралтейству в Лондоне, где алюминиевый мобильный агент длиной один метр парил в состоянии левитации, на один сантиметр выше направляющей длиной 11 метров (что было первым образцом поезда на магнитной подушке). В прессе использовались слова «летающий поезд».
Уинстон Черчилль, принимавший участие в демонстрации, сказал, что это было самое чудесное, что он когда-либо видел в своей жизни.
Компания Bachelet Levitated Railway Syndicate Limited была зарегистрирована 9 июля 1914 года в Лондоне, всего за несколько недель до начала Первой мировой войны.
Эмиль Башеле умер 2 мая 1946 года в Покипси.